# KKパルチザン
コシャルカシュキ・クルブ・パルティザン（セルビア語: Кошаркашки клуб Партизан, セルビア・クロアチア語: Košarkaški klub Partizan, 英語: Partizan Basketball Club）は、セルビアのベオグラードを本拠地とするバスケットボールチームである。

## タイトル

### 国内タイトル
- セルビア・バスケットボール・リーグ : 21回

- 国内カップ : 14回

### 国際タイトル
- ユーロリーグ : 1回

- コラック・カップ : 3回

- ABAリーグ :6回

## 歴代記録

### 通算出場数ランキング
| 選手                       | 出場 |
| -------------------------- | ---- |
| ペタル・ボジッチ           | 412  |
| ミレンコ・サヴォヴィッチ   | 386  |
| ウロシュ・トリプコヴィッチ | 378  |
| ドゥシャン・ケツマン       | 377  |
| プレドラグ・ドロブニャク   | 368  |
| ドラガン・トドリッチ       | 363  |
| ミオドラグ・マリッチ       | 362  |
| アレクサンダル・チュブリロ | 343  |
| ドゥシャン・ケルケズ       | 339  |
| ヨシップ・ファルチッチ     | 309  |

### 通算得点数ランキング
| 選手                       | 得点 |
| -------------------------- | ---- |
| ドラジェン・ダリパギッチ   | 8278 |
| ドラガン・キチャノヴィッチ | 6520 |
| ミオドラグ・マリッチ       | 4688 |
| ミロスラヴ・ベリッチ       | 4507 |
| ラドヴァン・ラドヴィッチ   | 4188 |
| ミロシュ・ボヨヴィッチ     | 4086 |
| ドゥシャン・ケツマン       | 3897 |
| ゴラン・グルボヴィッチ     | 3889 |
| プレドラグ・ドロブニャク   | 3775 |
| ハリス・ブルキッチ         | 3740 |

## 歴代ヘッドコーチ
- ボジョ・グルキニッチ 1946-1948
- スヴェタ・シャペル 1948-1949
- ヤノシュ・ゲルドヴ 1949-1950
- ボリスラヴ・スタンコヴィッチ 1950-1953
- ミオドラグ・ステファノヴィッチ 1953-1954
- ミルコ・マリャノヴィッチ 1954-1958
- アレクサンダル・ニコリッチ 1958-1961
- ボジダル・ムンチャン 1961-1963
- ミレンコ・ノヴァコヴィッチ 1963-1964
- ボリスラヴ・チュルチッチ 1964-1967
- ブラニスラヴ・ラヤチッチ 1967-1969
- ラドヴァン・ラドヴィッチ 1969-1971
- ランコ・ジェラヴィツァ 1971-1974
- ボリスラヴ・チョルコヴィッチ 1974-1976
- ランコ・ジェラヴィツァ 1976-1978
- ドゥシャン・イヴコヴィッチ 1978-1980
- ボリスラヴ・チョルコヴィッチ 1980-1982
- ボリスラヴ・ジャコヴィッチ 1982-1984
- ゾラン・スラヴニッチ 1984-1985
- ヴラディスラヴ・ルチッチ 1985-1986
- ドゥシュコ・ヴヨシェヴィッチ 1986-1989
- ボリスラヴ・チョルコヴィッチ 1989-1990
- ドゥシュコ・ヴヨシェヴィッチ 1990-1991
- ジェリコ・オブラドヴィッチ 1991-1993
- ジェリコ・ルカイッチ 1993-1994
- ボリスラヴ・ジャコヴィッチ 1994-1995
- ランコ・ジェラヴィツァ 1995-1996
- ミロスラヴ・ニコリッチ 1996-1998
- ミロヴァン・ボゴイェヴィッチ 1998
- ヴラディスラヴ・ルチッチ 1998-1999
- ネナド・トライコヴィッチ 1999-2000
- ダルコ・ルソ 2000-2001
- ドゥシュコ・ヴヨシェヴィッチ 2001-2010
- ヴラダ・ヨヴァノヴィッチ 2010-2012
- ドゥシュコ・ヴヨシェヴィッチ 2012-2015
- ペタル・ボジッチ 2015-2016
- アレクサンダル・ジキッチ 2016-2017
- ミロスラヴ・ニコリッチ 2017
- ネナド・チャナク 2017-2018
- アンドレア・トリンキエーリ 2018-2020

## 歴代所属選手
- ラデ・ザゴラック 2018-2022
- ブラデ・ディバッツ
- ネマニャ・ダングビッチ
- ネナド・クリスティッチ
- アレン・スマイラギッチ 2021-
- ミロス・ブヤニッチ
- コスタ・ペロビッチ
- ボグダン・ボグダノヴィッチ
- ペータル・ボジッチ
- ニコラ・ミルチノフ
- ステファン・ビルチェビッチ 2016-2017,2019-2020
- ニコラ・ヤンコビッチ 2018-2021
- オグニェン・ヤラマズ 2019-2021,2023-2024
- アレクサ・アブラモヴィッチ 2021-
- トリスタン・ヴクチェヴッチ 2022-2024
- スラヴコ・ヴラネス
- ニコラ・ペコビッチ
- アレクサンダル・パブロビッチ
- ネマニャ・ゴルディッチ 2012-2013,2019-2020
- ダラス・ムーア 2021-2022
- ジェームズ・マイケル・マカドゥー 2020
- エイシー・ロー
- ケビン・ジョーンズ(英語版) 2015-2016
- ラショーン・トーマス 2019-2021
- ピーター・コーネル
- アンソニー・ブラウン 2018
- マーカス・ペイジ 2018-2021
- コーリー・ウォールデン 2019-2020
- ウィリアム・モズリー 2019-2021
- エリック・ミカ 2020-2021
- ジェームズ・ナナリー 2022-
- ロディオンス・クルークス 2021-2022
- ダービス・ベルターンス
- コディ・ミラー・マッキンタイア 2020-2021
- ジョック・ランデール 2018-2019
- ネイサン・ジャワイ
- ダンテ・エクザム 2022-2023
- ジョフリー・ロヴァーン 2012-2014
- ラドスラフ・ネステロヴィッチ
- グレゴール・グラス 2021-2023
- ステファン・ラズミ
- アミダ・ブライマー 2018
- ヤン・ヴェセリー
- ウラジミール・ブロジアンスキー 2022-2023
- ヨアニス・パパペトロウ 2022-2023
- セミー・エルデン
- ヤム・マダル 2021-2023